# Василица (ски курорт)
Вижте пояснителната страница за други значения на Василица.
Василѝца (на гръцки: Βασιλίτσα или Εθνικό Χιονοδρομικό Κέντρο Βασιλίτσας) е ски курорт в едноименната планина Василица, Гърция. Намира се на 42 км от Гревена и 417 км от Атина. Ски курортът разполага с 5 ски лифта и 16 ски влека. Ски съоръженията достигат до върха на планината, който е на 2113 m надморска височина, а денивелацията на ски пистите е приблизително 450 m.